# João Paulo Tavares
João Paulo de Figueiredo Tavares (Três Pontas, 3 marzo 1983) è un pallavolista brasiliano.
Gioca nel ruolo di schiacciatore e opposto.

## Carriera
La carriera di João Paulo Tavares inizia a livello scolastico. Nel 2000 vince il campionato sudamericano Under-19. Nella stagione 2001-02 inizia la carriera professionistica, esordendo nella Superliga brasiliana con la maglia del Club de Regatas Vasco da Gama. Nel 2002 vince il campionato sudamericano Under-21 ed è finalista al campionato mondiale Under-21. Nella stagione 2002-03 fa la sua prima esperienza all'estero, giocando nella Superliga spagnola col Club Voleibol Pòrtol.
Nella stagione 2003-04 rientra in Brasile, giocando nell'Esporte Clube Banespa, mentre le due stagioni successive gioca con l'Esporte Clube Unisul. Nel 2005 debutta anche in nazionale maggiore, prendendo parte ad alcune partite della World League. Nella stagione 2006-07 viene ingaggiato dal Cimed Esporte Clube, col quale vince il Campionato Catarinense ed il primo scudetto della sua carriera. Le due stagioni successive è nuovamente all'Esporte Clube Banespa ed all'Esporte Clube Unisul. Nel 2009 con la nazionale vince la World League, il campionato sudamericano e la Grand Champions Cup.
Nella stagione 2009-10 gioca nella V.Premier League giapponese coi Panasonic Panthers, coi quali si aggiudica scudetto e Coppa dell'Imperatore. Nel 2010 vince per la seconda volta consecutiva la World League con la nazionale brasiliana. Gioca poi dal 2010-2011 al 2011-2012 nuovamente col Cimed Esporte Clube, vincendo altri due titoli statali. Nell'aprile del 2012, terminati gli impegni col suo club, viene ingaggiato dalla New Mater Volley di Castellana Grotte, squadra della Serie A2 italiana, per terminare la stagione, ottenendo la vittoria dei play-off e la conseguente promozione in Serie A1.
Nella stagione 2012-13 ritorna ai Panasonic Panthers, vincendo nuovamente la Coppa dell'Imperatore, ma già nella stagione successiva torna in Brasile, firmando col Brasil Vôlei Clube di Campinas.
Dopo tre annate di inattività torna sui campi da gioco nella stagione 2018 con l'AVF, in Superliga Série B, conquistando la promozione in Superliga Série A.

## Palmarès

### Club
- Campionato brasiliano: 1

2006-07
- Campionato giapponese: 1

2009-10
- Coppa dell'Imperatore: 2

2009, 2012
- Campionato Catarinense: 3

2006, 2010, 2011

### Nazionale (competizioni minori)
- Campionato sudamericano Under-19 2000
- Campionato sudamericano Under-21 2002
- Campionato mondiale Under-21 2003
- Memorial Hubert Wagner 2010

### Premi individuali
- 2013 - V.Premier League giapponese: Miglior servizio